# 阿纳波利斯
16°20′S 48°57′W / 16.333°S 48.950°W

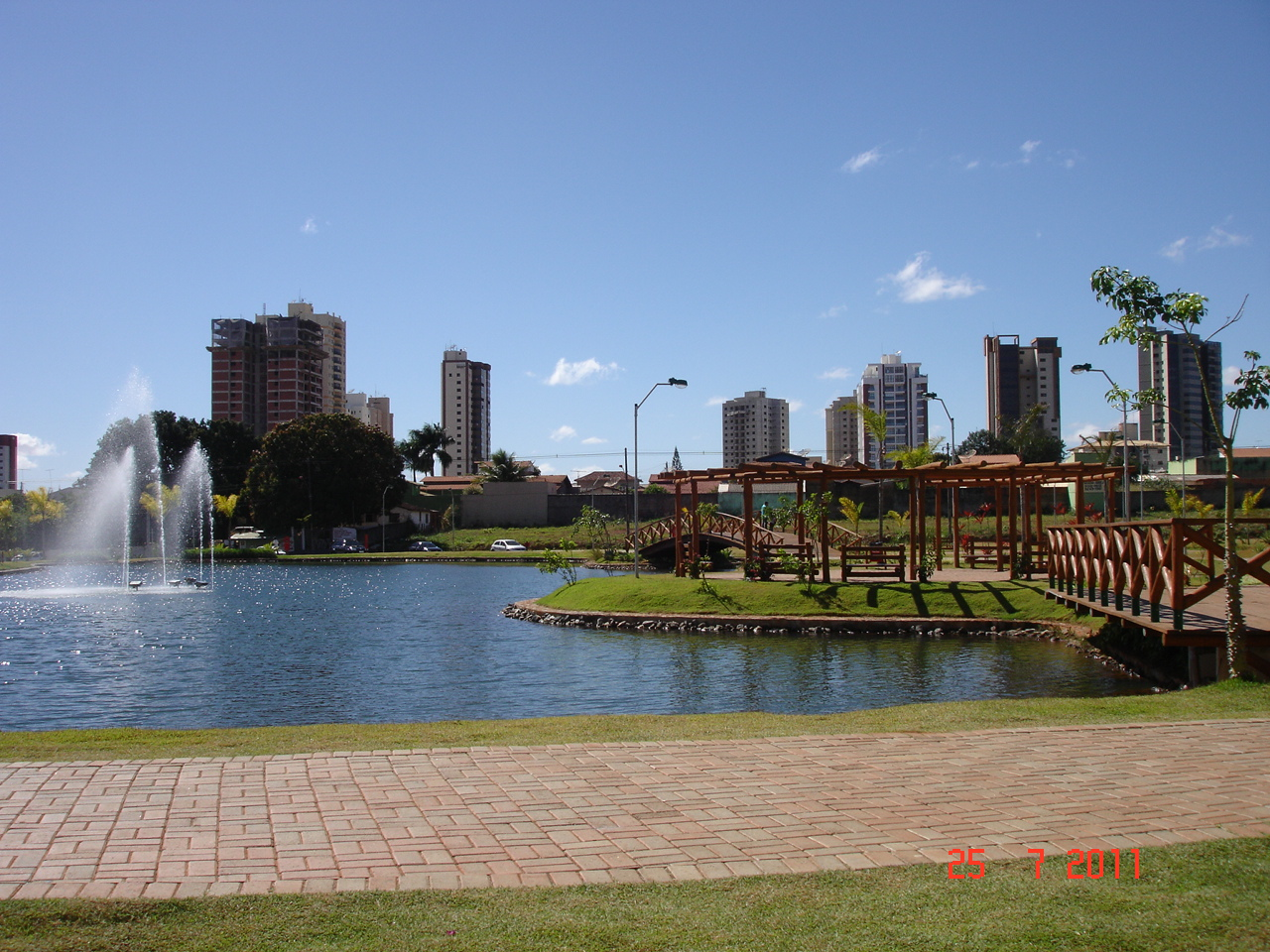
阿纳波利斯

阿纳波利斯位于巴西中部富饶的农业区，是戈亚斯州第二大城市，人口313,412（2005年）。18世紀，當地出現定居點。